# V1134 Геркулеса
V1134 Геркулеса (лат. V1134 Herculis) — тройная звезда в созвездии Геркулеса на расстоянии приблизительно 3240 световых лет (около 994 парсек) от Солнца. Видимая звёздная величина звезды — от +13m до +12,5m.
Пара первого и второго компонентов — двойная затменная переменная звезда типа Беты Лиры (EB). Орбитальный период — около 0,6029 суток (14,47 часа).
Открыта Куно Хофмейстером в 1936 году.

## Характеристики
Первый компонент — жёлто-белая звезда спектрального класса F7V*. Радиус — около 2,6 солнечного, светимость — около 7,098 солнечной. Эффективная температура — около 6651 K*.
Второй компонент — жёлто-белая звезда спектрального класса F. Эффективная температура — около 6320 K*.
Третий компонент. Масса — не менее 1,1 солнечной*. Орбитальный период — около 6,86 года*.